# 12003 Hideosugai
12003 Hideosugai è un asteroide della fascia principale del diametro medio di circa 29,07 km. Scoperto nel 1996, presenta un'orbita caratterizzata da un semiasse maggiore pari a 3,3583987 UA e da un'eccentricità di 0,0957613, inclinata di 9,86145° rispetto all'eclittica.